# Rue Perrel
La rue Perrel est une ancienne voie du quartier de Plaisance, dans le 14e arrondissement de Paris. Elle a disparu après 1975[réf. nécessaire] en prévision de la réalisation de la radiale Vercingétorix, finalement abandonnée.

## Situation
Jacques Hillairet écrit en 1963 que celle-ci débute à la rue Blottière et aboutit 78, rue Vercingétorix. Globalement orientée est-ouest, elle était perpendiculaire à la rue Blottière qui longeait alors les voies ferrées en provenance de la gare de Montparnasse, elle fait face à l'extrémité occidentale de la rue Pernety dont elle constitue le prolongement. 

## Origine du nom
La rue tire son nom de celui d'un ancien propriétaire.

## Historique
Située sur l'ancienne commune de Vaugirard, elle est classée dans la voirie de Paris en 1931,

## Bâtiments remarquables et lieux de mémoire
- No 2 bis : le peintre Henri Rousseau, dit le Douanier Rousseau, y avait son logement[1] au premier étage et au rez-de-chaussée son atelier de 1906 à 1910 date de sa mort[4]. Alfred Jarry, ami proche de Rousseau, y fut logé temporairement[5]. L'atelier fut habité dans les années 1930 par le peintre Sigmund Menkès et son épouse[6]. Menkès, partant pour les États-Unis, céda l'atelier au peintre Léon Weissberg en 1935, qui y résida jusqu'au 10 juin 1940[7]. Leur ami le peintre Jacob Macznik occupa à la fin des années 1930 une chambre au 2e étage de la même maison avec son épouse dans les années 1930[8]. Y résida Constantin Papachristopoulos, peintre et sculpteur grec[réf. nécessaire]. Après la Seconde Guerre mondiale, le peintre et sculpteur Victor Brauner occupa de 1945 à 1964 l'ancien atelier du Douanier Rousseau[9] ; il s'y fit photographier par Émile Savitry en 1946 et peignit La Rencontre du 2 bis, rue Perrel[10]. L'écrivain Philippe Soupault lui rendit visite dans les lieux la même année[11]. La maison fut détruite après 1975 dans les travaux de la rue Vercingétorix et de création de la terrasse Modigliani[4].